# Аноратха
Аноратха или Анирудда (бирм. အနော်ရထာ မင်းစော, 1014 — 1077) — широко почитаемый в Мьянме правитель царства Паган, утвердивший в стране буддийскую идеологию тхеравады. Принял титул Девараджа («Бог-царь»).
Аноратха был сыном царя Кунсо Чаунпью (1001—1021 гг.), свергнутого Цинсо (1021—1038 гг.), сыном царя Ньяун У Сожэхана (956—1001 гг.). Пришёл к власти в 1044 году в результате очередного переворота, сразив на поединке нового царя Соукатэ (1038—1044), младшего брата Цинсо. Занял престол после отказа от него отца, ставшего монахом после свержения с трона.
Провёл ряд реформ, укрепивших государство, преобразовал армию, вёл большое ирригационное строительство. Завоевал шанов, монские царства Пегу и Татон. Получал дань от монского государства Харипунчаи и северных Араканских царств. Дальнейшая экспансия Пагана была приостановлена Кхмером и государством Наньчжао. В 1069 году оказал помощь сингальскому царю Шри-Ланки Виджайябаху против тамильского государства Чола.
При вступлении Аноратхи на престол в Пагане преобладал индуизм и буддизм школы Махаяны. Проводя реформы по централизации государственной власти и идеологической интеграции, Аноратха стал ориентироваться на проповеди буддистского монаха Шина Арахана (другое имя — Дхаммадасси махатхера) из монского царства Татон. В 1056 году принял от него буддизм школы тхеравады. Отказ царя Татона Манухи предоставить Пагану священные реликвии и тексты буддизма послужил поводом к большому походу на Татон в 1057 году. Захватив Татон, Аноратха увёз с собой все буддийские рукописи и реликвии, самого царя Мануху и 30 тысяч пленных, включая представителей знати, ремесленников и всех буддистских монахов. Принятие распространённого среди монов буддизма тхеравады способствовало укреплению власти Пагана над покорёнными монами, численно и культурно превосходивших бирманцев Пагана.
Пленные были обращены в храмовых рабов. С их помощью в Пагане Аноратха воздвиг около 2000 буддистских памятников. Одним из них является храм Манухи, построенный находящимся в плену царём Манухой. Три статуи Будды, находящихся в крайне тесном помещении, символизируют печальную участь пленного царя.
Имеются данные, что Аноратха погиб, попав в засаду, и даже тело его не было найдено. Наследником стал его сын Солу (Ман Лулан). Он был взят в плен восставшими монами в 1082 году и убит 21 апреля 1084 года. Восстание монов было подавлено следующим царём Чанзиттой (1084—1112 гг.)